# Csicsógyörgyfalva község
Csicsógyörgyfalva község (románul: Comuna Ciceu-Giurgești) község Beszterce-Naszód megyében, Romániában. Központja Csicsógyörgyfalva, hozzá tartozik Gáncs.

## Népessége
A 2011-es népszámlálás adatai alapján a község népessége 1505 fő volt.

## Története
2005-ben alakult önálló községgé Csicsógyörgyfalva, Csicsóújfalu és Lábfalva falvakkal, előtte ezek a falvak Petru Rareș községhez tartoztak.